# Regina Lilientalowa
Regina Lilientalowa, née Eiger en 1877 à Zawichost et décédée le 4 décembre 1924 à Varsovie, est une ethnologue polonaise, journaliste et traductrice d'origine juive, pionnière de la recherche sur la littérature populaire et les rituels juifs.

## Biographie
Regina Lilientalowa est née en 1877 à Zawichost près de Sandomierz en Pologne, alors partie de l'Empire russe, dans une famille juive partiellement polonisée,. Après son mariage, elle s'installe à Varsovie et commence d'abord à étudier de façon autodidacte, puis complète son éducation en prenant des cours académiques clandestins à la soi-disant université volante. Influencée par son professeur, le sociologiste Ludwik Krzywicki, Lilientalowa développe un intérêt particulier pour le folklore juif et publie ses premières études dans les principales revues anthropologiques polonaises Wisła (Vistule) et Lud (Les gens) de 1898 à 1905. Elle n'a jamais occupé de poste universitaire.
En se basant sur une méthodologie approfondie et rigoureuse de terrain, l'œuvre de Lilientalowa comprend:  Przesady żydowskie (Superstitions juives) publiée en 1898 et 1900; Zaręczyny i wesele żydowskie (Fiançailles et mariage juifs) en 1900; Wierzenia, przesady i praktyki ludu żydowskiego (Croyances, superstitions et coutumes des Juifs) en 1904-1905; Życie pozagrobowe i świat przyszły w wyobrazeniu ludu żydowskiego (L'au-delà et le monde à venir dans les croyances juives) en 1902; Legendy żydowskie o wyjściu Żydów z Egiptu (Légendes juives sur l'exode hors d'Égypte) en 1903 et Zjawiska przyrody w wybrażeniach i praktyce ludu żydowskiego (Phénomènes naturels dans la perception et la pratique du peuple juif) en 1905.   
Elle acquiert une connaissance pratique de l'hébreu et de l'araméen, ce qui l'aide à améliorer sa compréhension des traditions bibliques et talmudiques, et à dépasser l'enregistrement des faits contemporains pour obtenir une plus large synthèse historique. Elle publie alors deux ouvrages impressionnant par leur champ et la richesse de leurs sources: Dziecko żydowskie (L'enfant juif), publié en polonais en 1904 et en traduction allemande en 1908, avec une seconde édition enrichie en 1927, suivi par Święta żydowskie w przeszłości i terazniejszości (Les fêtes juives dans le passé et à présent), en trois parties parues en 1909, 1913 et 1918. L'historien Meir Balaban, qui a revu la troisième partie, conteste certaines des assertions historiques de Lilientalowa, mais loue son interprétation sans faille du folklore. 
Une passion partagée pour le folklore juif met Lilientalowa en contact avec Isaac Leib Peretz, pour qui elle effectue la première traduction en polonais de ses nouvelles écrites en yiddish, qui seront publiées entre 1906 et 1910 dans Izraelita et Życie Żydowskie(Vie juive). Lilientalowa traduit aussi des chansons et contes du folklore juif, et écrit sur l'éducation, les coutumes et la question juive pour des lecteurs aussi bien juifs que non-juifs. 
Malgré une santé défaillante et des difficultés financières Lilientalowa réussit avant sa mort à publier de petites études sur des sujets tels que: le mauvais œil, les légendes sur la vie de Moïse et les cultes de l'eau et des objets célestes chez las anciens Hébreux. Elle laisse aussi plusieurs manuscrits prêts à être publiés, analysant les croyances concernant les démons, les rêves et les menstruations; ainsi qu'une histoire des Juifs et des compléments à son ouvrage novateur sur les fêtes juives. Lilientalowa décède en 1924 des suites d'une opération chirurgicale ratée, laissant deux enfants. Dans ses œuvres, Lilientalowa se présente comme une personne moderne et séculière, avec des penchants socialistes et peu d'illusions concernant l'assimilation des juifs dans son pays.